# واحدهای اندازه‌گیری متریک

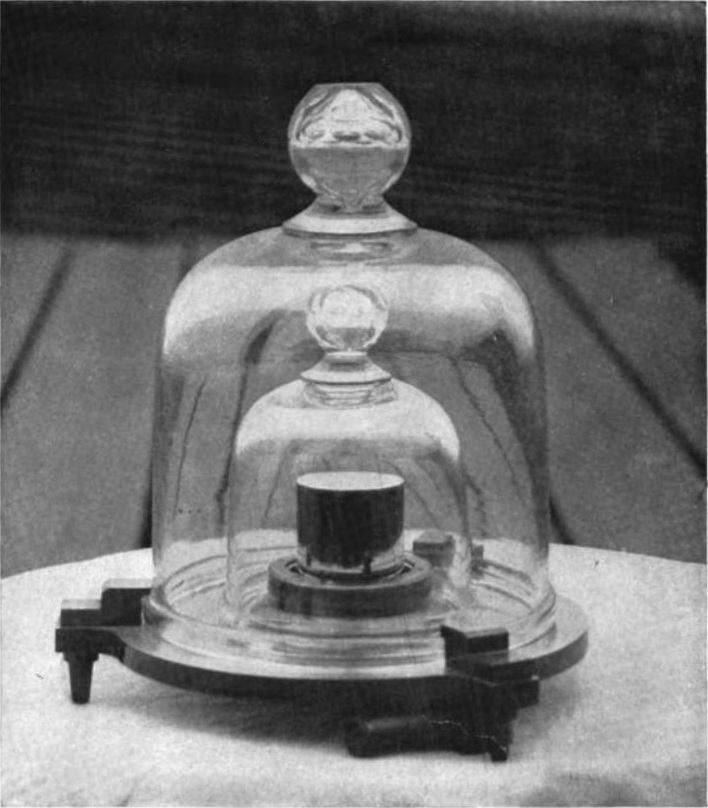
نمونه نخستین کیلوگرم واحد جرم که در موسسه ملی فناوری و استانداردهای آمریکا نگه‌داری می‌شود.

دستگاه متریک یک دستگاه اندازه‌گیری دهدهی است. این دستگاه برای اولین بار در فرانسه در سال ۱۷۹۱ پذیرفته شده و هم‌اکنون پایه دستگاه اندازه‌گیری در تمامی کشورهای جهان به جز ایالات متحده، لیبریا و برمه‌است. هر چند قصد آغازکنندگان این دستگاه، ایجاد دستگاهی بود که برای تمام مردم به‌طور برابر قابل استفاده باشد (از نظر تئوری)، اما مشخص شد که نمونه‌های نخستین برای نگه‌داری باید زیر نظر حکومت یا قدرت خاصی قرار بگیرند. تا قبل از سال ۱۸۷۵، نمونه‌های نخستین اندازه‌گیری توسط دولت فرانسه نگه‌داری می‌شد، اما بعد از آن به دست یک نهاد فراحکومتی به نام کنفرانس عمومی وزن‌ها و اندازه‌ها سپرده شد.
در سال ۱۹۶۰، این نهاد، سامانه استاندارد بین‌المللی یکاها را به‌عنوان جایگزین دستگاه متریک منتشر کرد.